# Sjöbergs varv

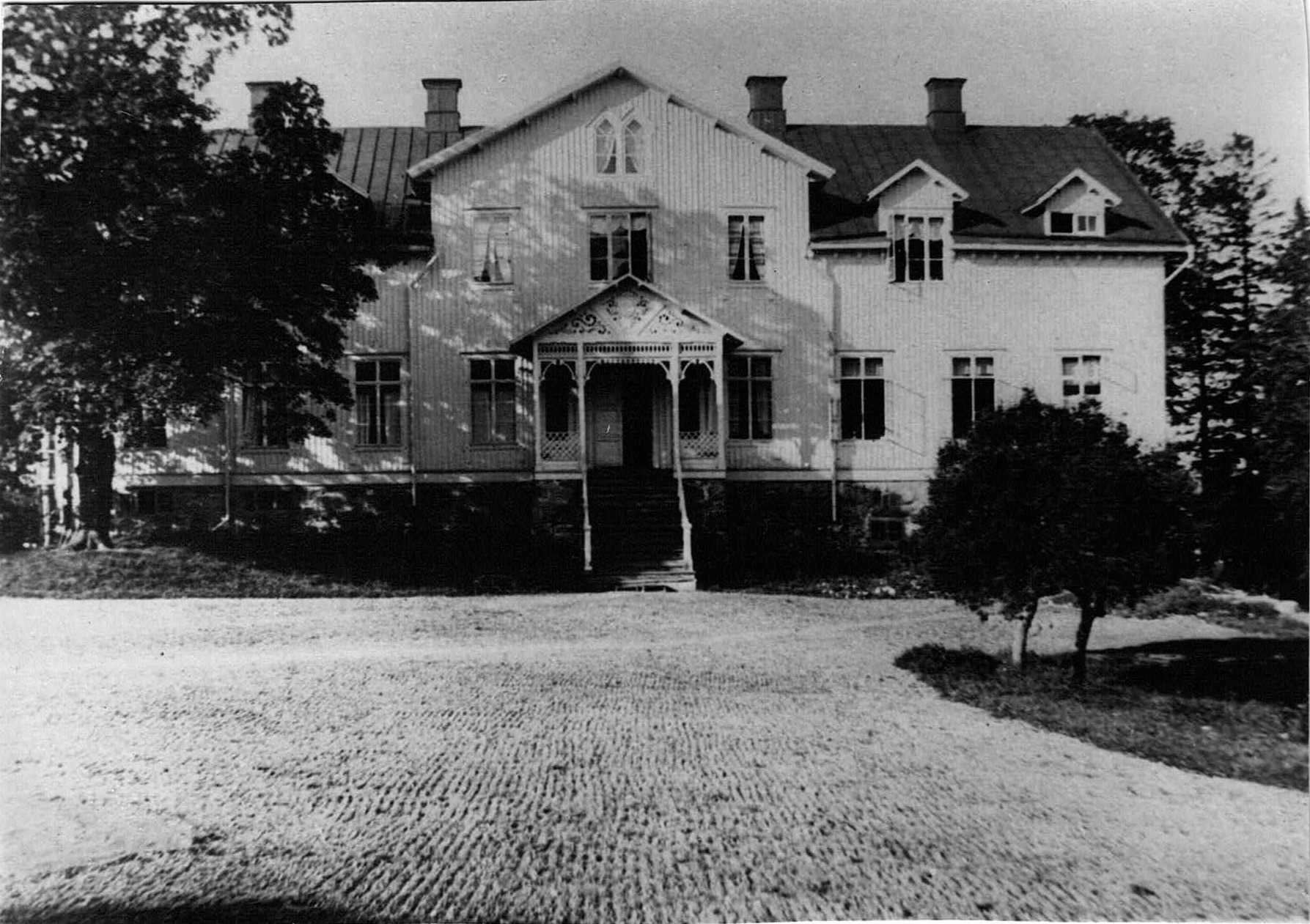
Hus uppfört av Frithiof Cawallin på Kagghamra Gård.

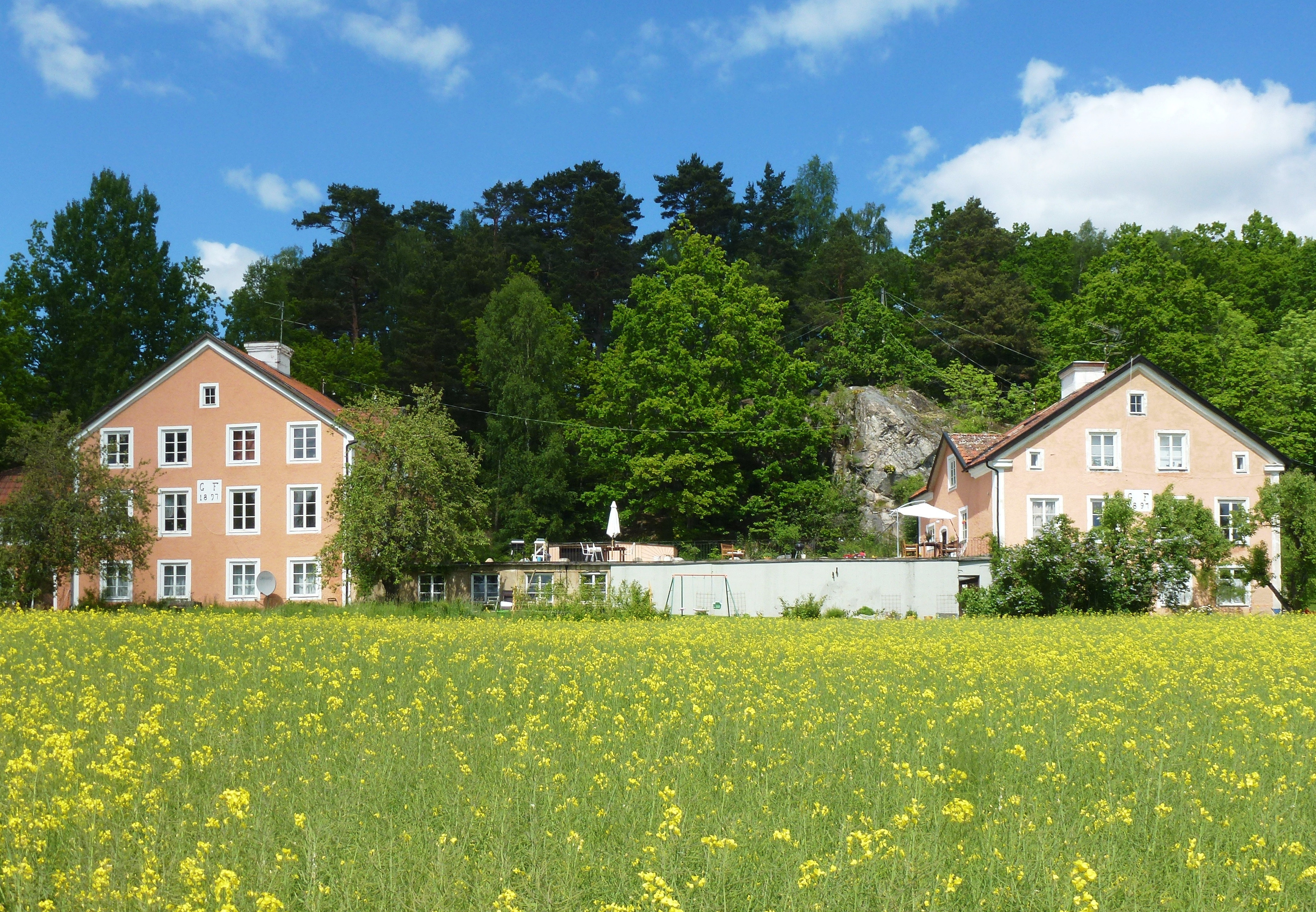
Sjöbergs varvs bostadshus.

Sjöbergs varv var ett skeppsvarv som hörde till Kagghamra gård och låg vid nordöstra sidan om Kaggfjärden i Grödinge, Botkyrka kommun.  Mellan 1880 och 1890 byggdes här tolv fartyg, huvudsakligen ångfartyg med järnskrov.

## Historik

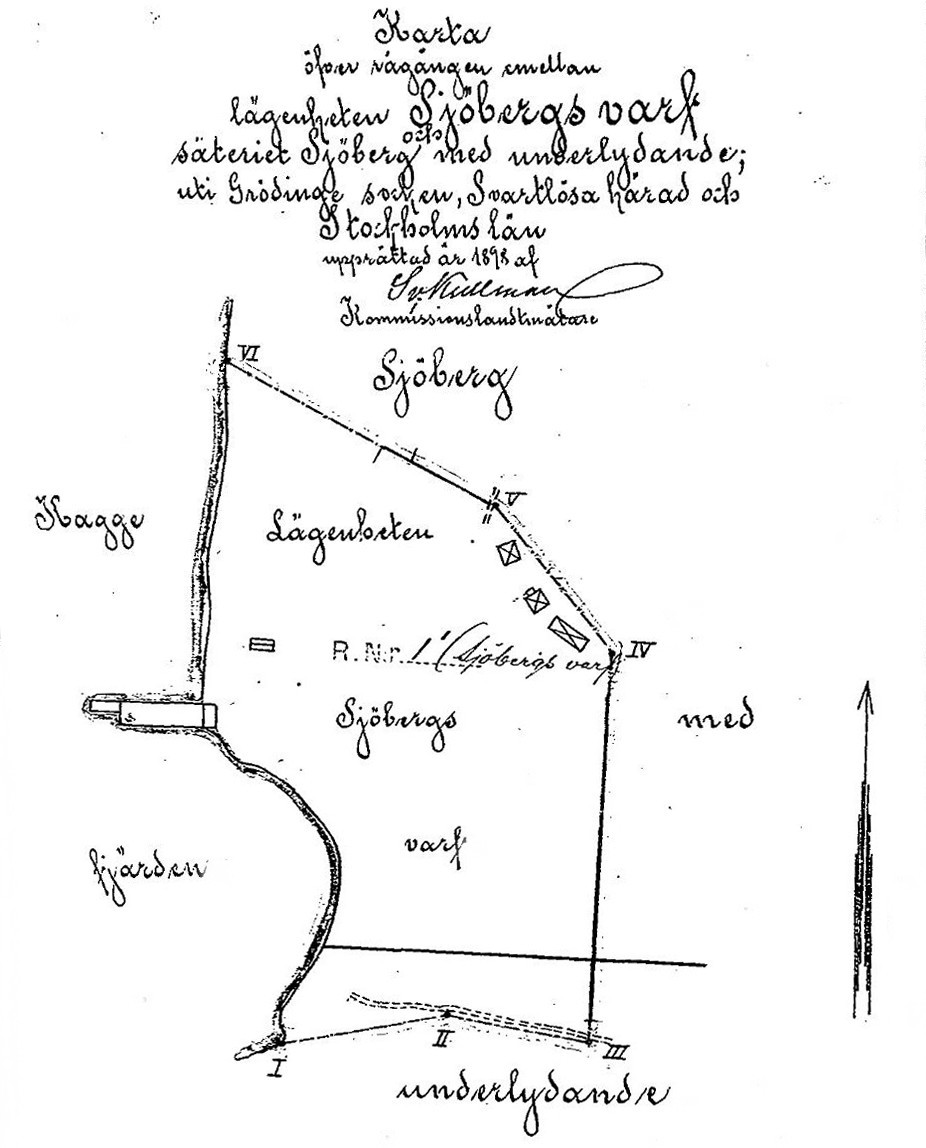
Sjöbergs varv, 1898.

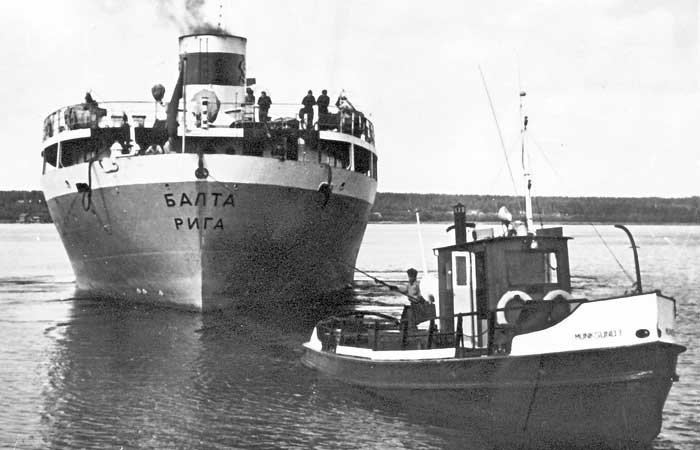
Bogserbåten Thyra 1 (här Marksund 7).

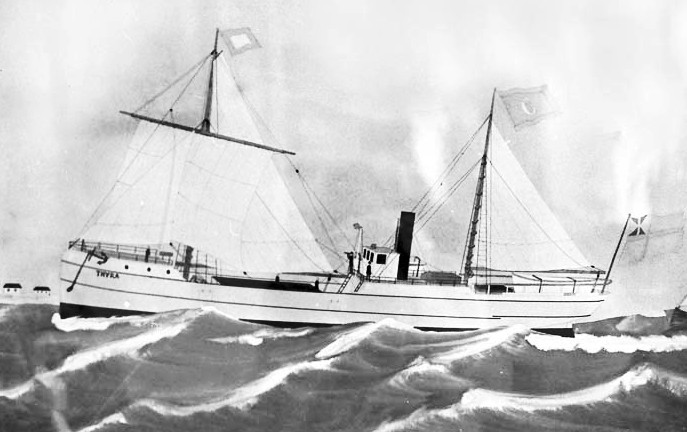
Lastfartyget Thyra 2.

År 1875 förvärvade industrimannen och riksdagsmannen Gustaf Fritiof Cavallin (1830–1922) egendomen Kagghamra gård (även kallat Sjöbergs säteri). Han hade kommit fram till att järnplåtar var framtidens skeppsbyggnadsmaterial för fartygsskrov och att den skyddade viken vid Kaggfjärden var en bra plats för skeppsbyggeri. I trakten fanns gott om arbetskraft och från Kaggfjärden kunde man lätt nå Södertäljeleden och Östersjön. Varvets tillkomst var även ett resultat av näringsfriheten som infördes 1864. Cavallin själv hade ingen erfarenhet av fartygsbygge med järn men han anställde järnskeppsbyggmästaren James Buchan från Skottland som arbetsledare och nödvändig maskinutrustning köptes in, troligen från England.
Med Sjöbergs varv inleddes en tidig men kortvarig industriverksamhet vid Kaggfjärden. Under några år uppfördes varvsbyggnader, magasin, tjänste- och arbetarbostäder. Teglet för byggnaderna brändes i fältugnar på gården. Mellan gården och varvet byggdes två reveterade bostadshus  i tre våningar. Vid Kaggfjärden anlades en 70 meter lång stenkantad pir som fungerade som stapelbädd. Varvsverksamheten sysselsatte som mest omkring 100 personer.  

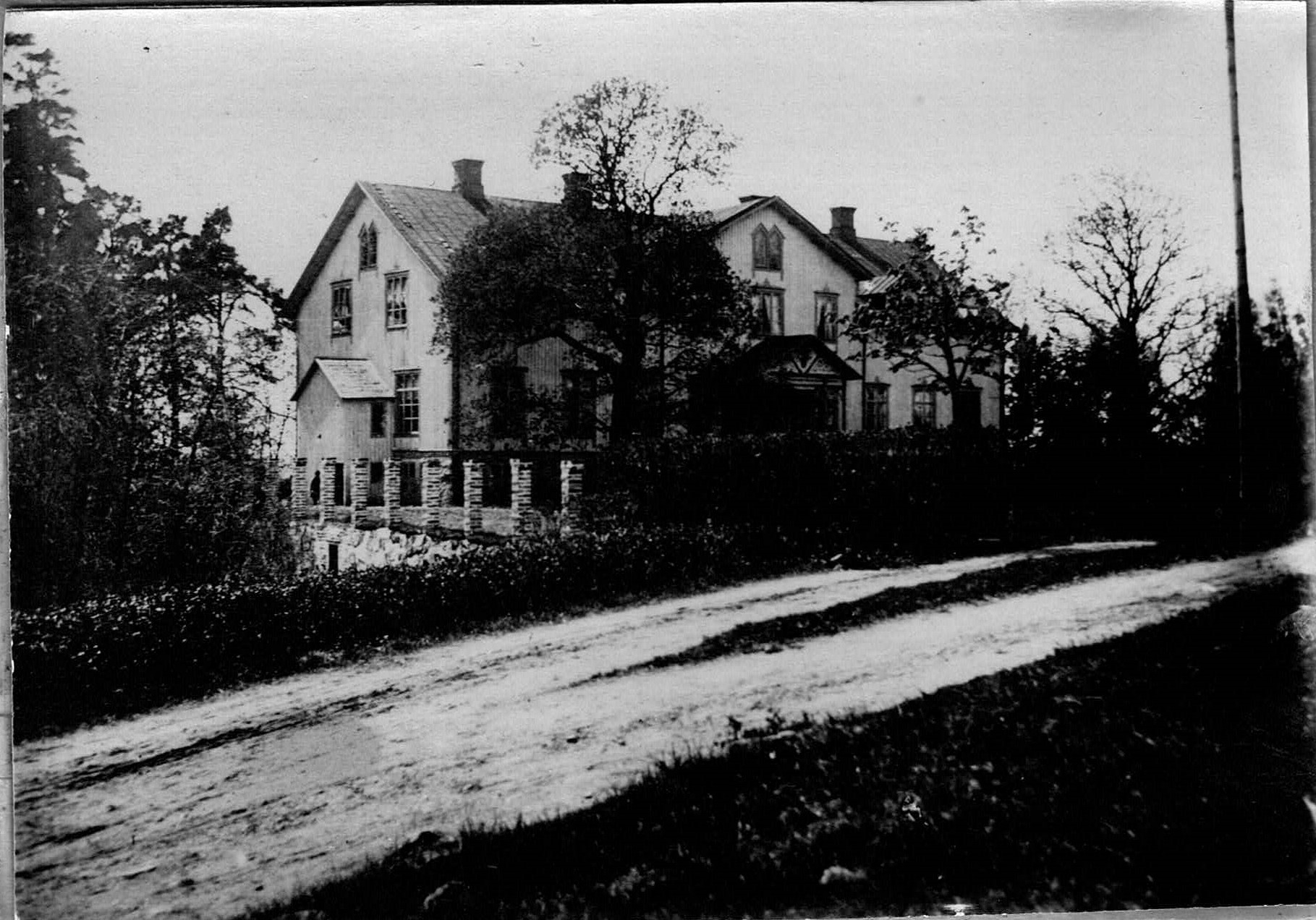
"Vid Sjöberg, som jag trodde skulle giva både hem och yrken åt alla de mina, byggde jag först ett boningshus 104 x 52 fot som kunde inrymma åtminstone tre stora hushåll"

Under en period av tio år byggdes två barkskepp, en skonare och nio ångfartyg, huvudsakligen med järnskrov. Beställare var Cawallin & Sundberg respektive C F Cawallin. De två första fartygsbyggena från Sjöbergs varv var barkskeppen Frithiof och August, byggda 1880 respektive 1881. De var uppkallade efter förnamnen till varvets båda ägare: Frithiof Cawallin och grosshandlaren August Sundberg. Det första ångfartyget hette Thyra 1 (uppkallat efter en av Cawallins döttrar), ett bogser- och passagerarfartyg som sjösattes 1881 och användes för bogsering genom Södertälje kanal och persontransporter till och från varvet. Thyra 1 existerar fortfarande under namnet Dragö. År 1885 byggdes Thyra 2, ett lastfartyg som såldes 1893 till argentinsk medborgare.
I början av 1890 gick varvets uppdrag starkt tillbaka och rörelsen lades ner. Arbetarbostäderna inköptes av Grödinge landsortskommun och förvandlades till fattighus för nio familjer fram till 1928. Den av Cawallin uppförda grosshandlarvillan med omfattande lövsågerier och stora rum brann ner 1923. Av varvet återstår rester av stapelbädden där man byggde och sjösatte ångfartygen. Medan de kvarvarande varvsbyggnader håller på att förfalla har de tidigare bostadshusen (senare fattighusen) nyligen genomgått en varsam renovering och är numera vanliga bostadshus.

## Förorening av marken
Marken vid gamla Sjöbergs varv har haft mycket höger halter av föroreningar, bland annat arsenik men området är sedan 2018 sanerat. Föroreningarna hade sitt ursprung dels i den tidigare varvsverksamhet, men härrör framför allt från Boliden AB, som på 1930- och 40-talen använde platsen för att experimentera fram olika träimpregneringar med hjälp av arsenik.

## Bilder

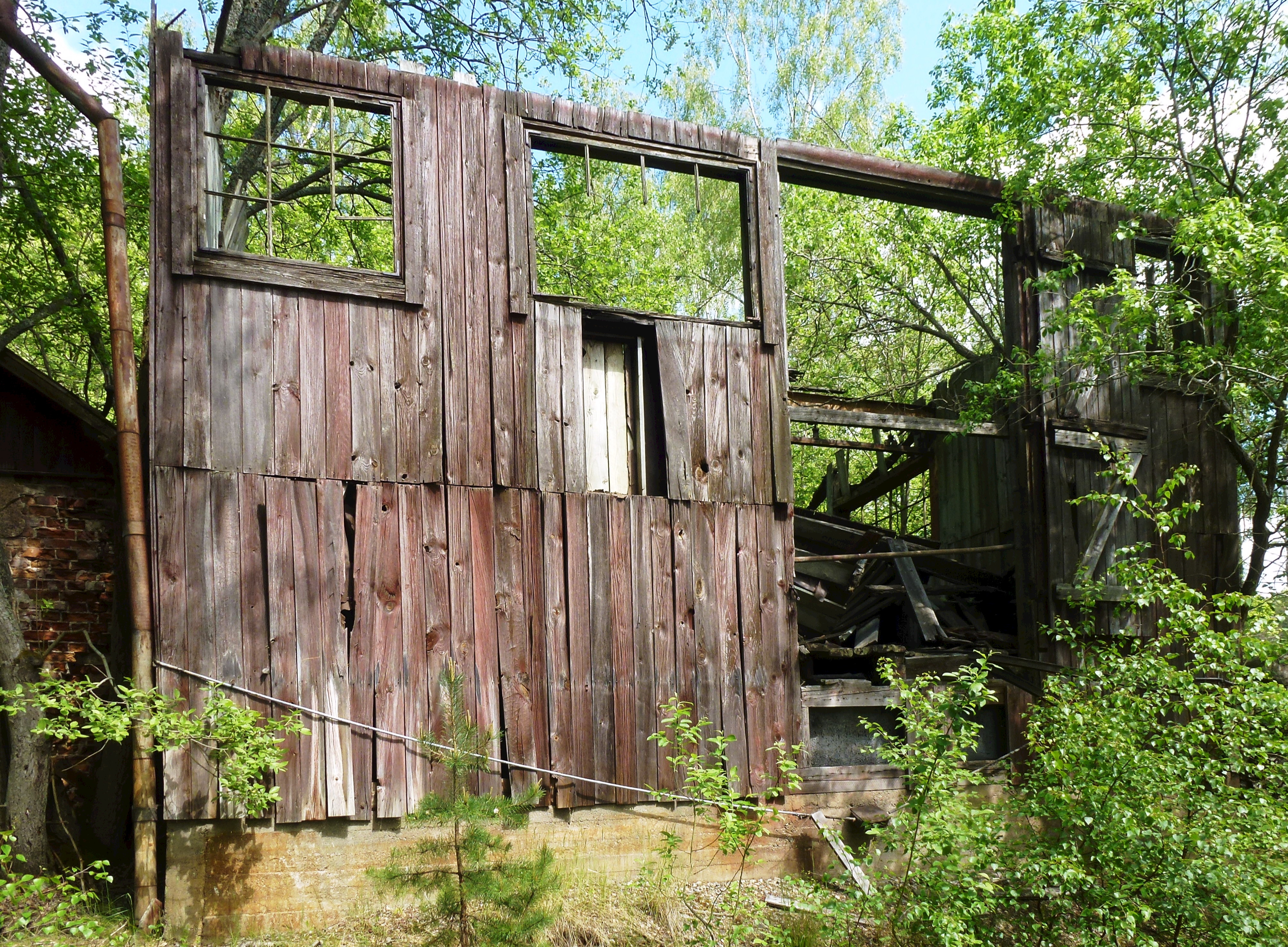
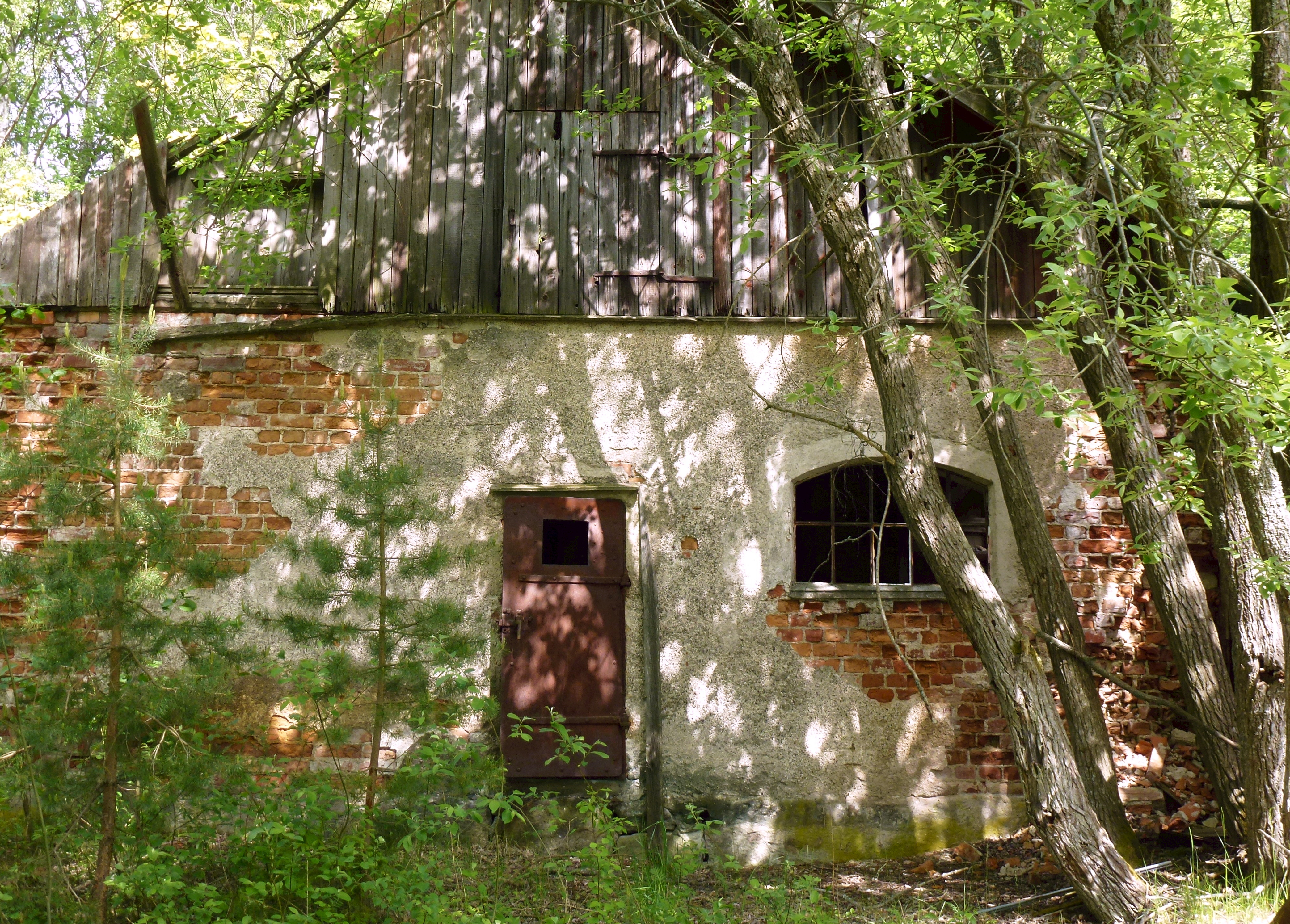
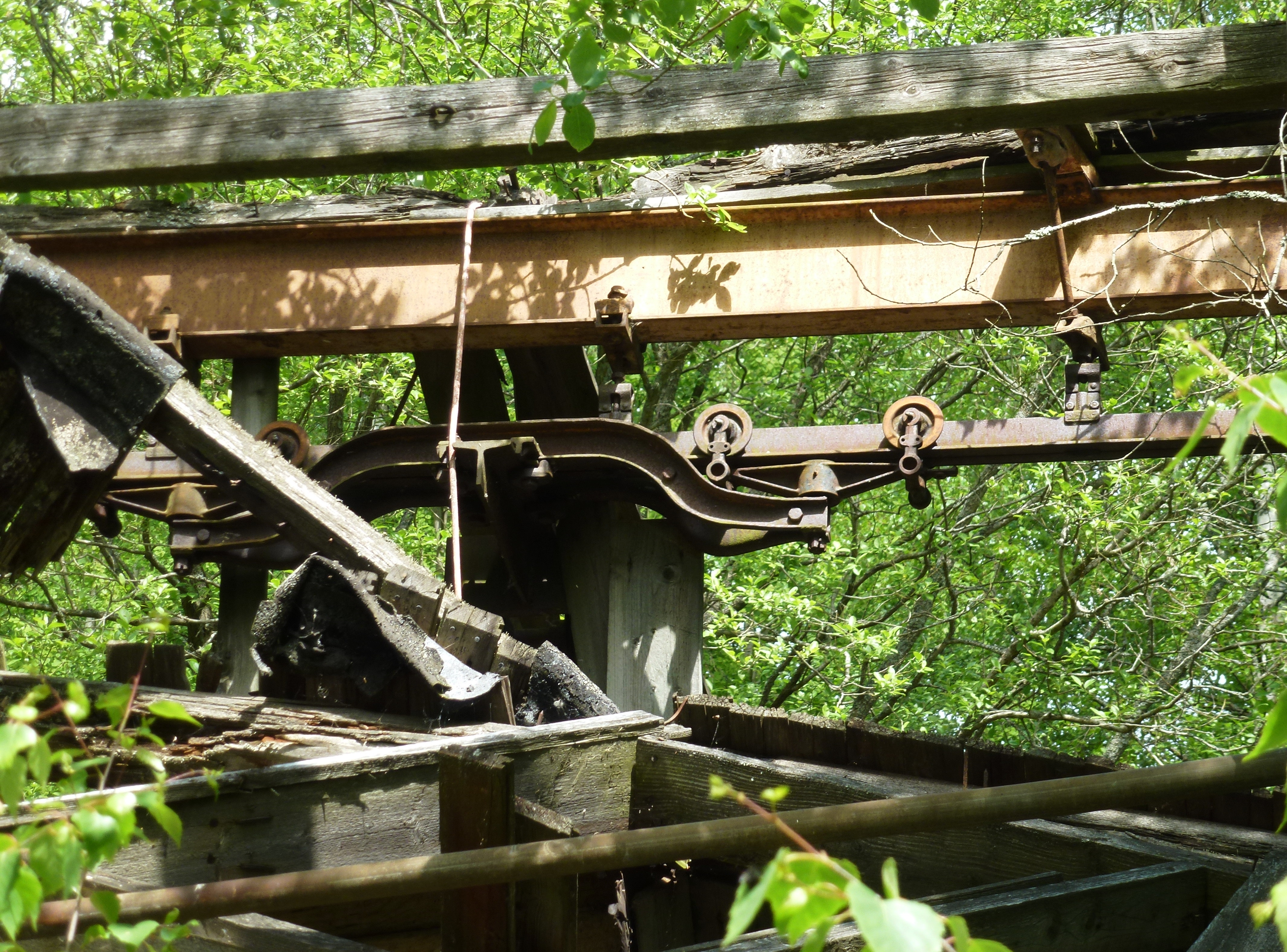
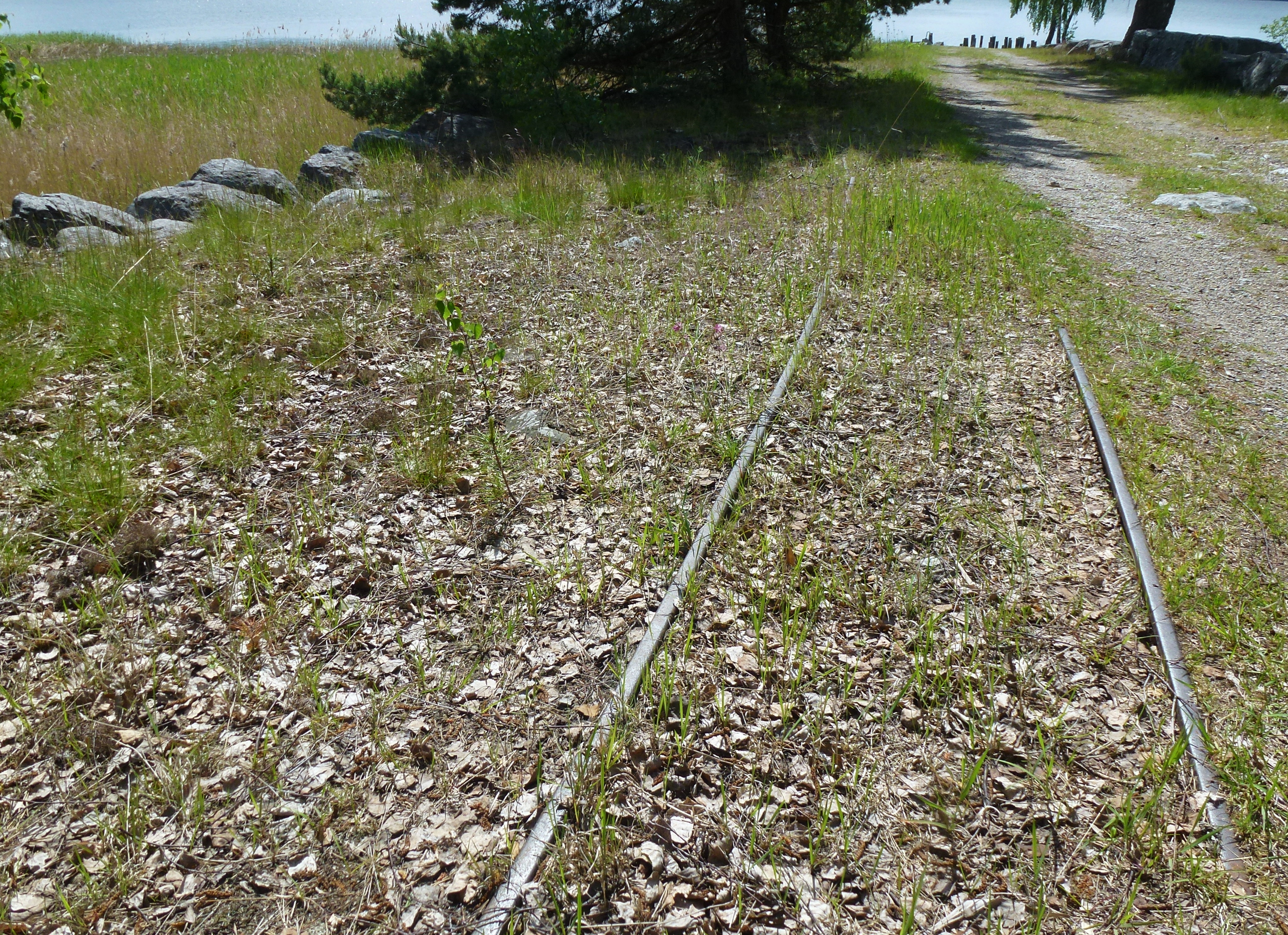
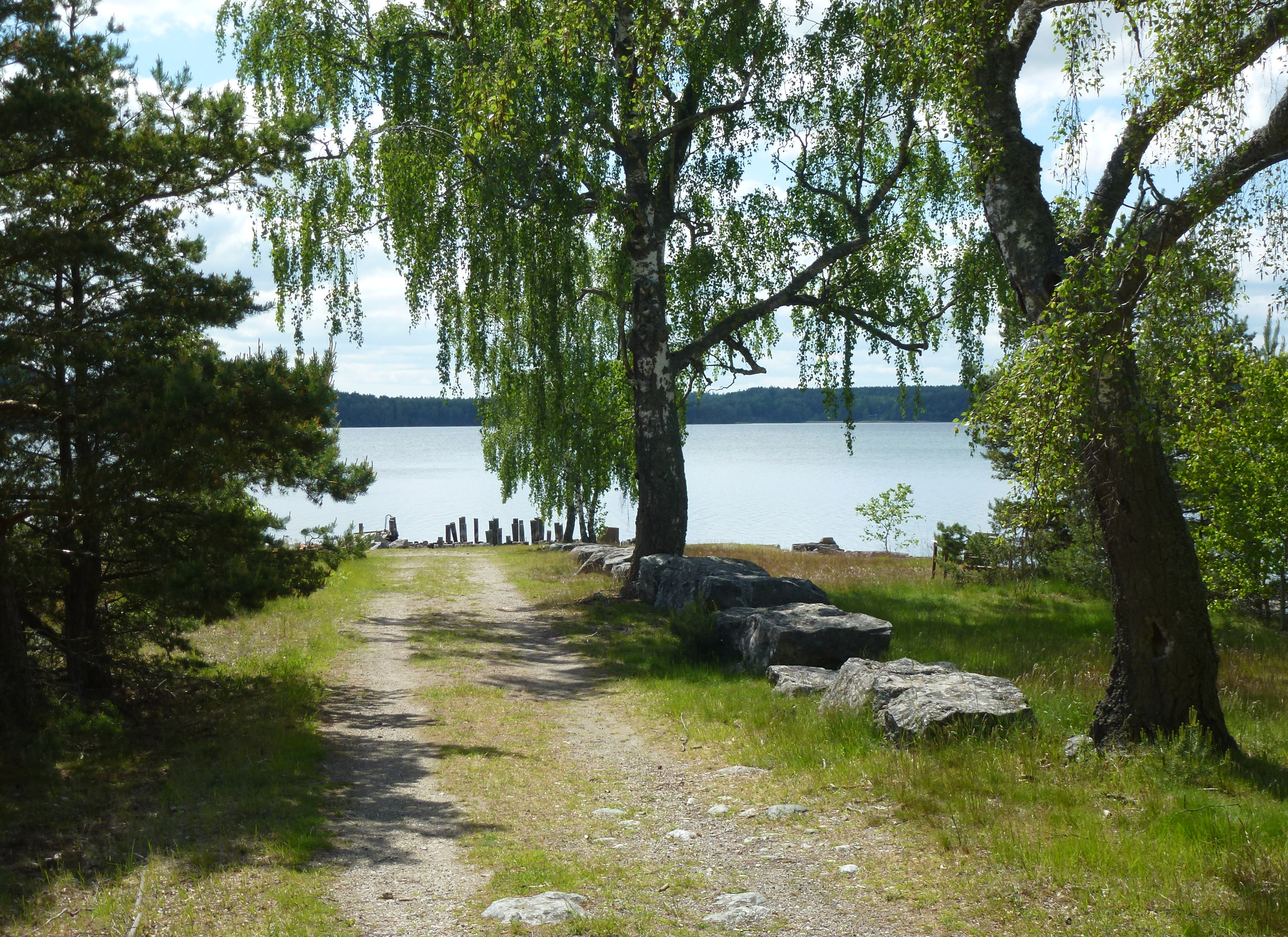
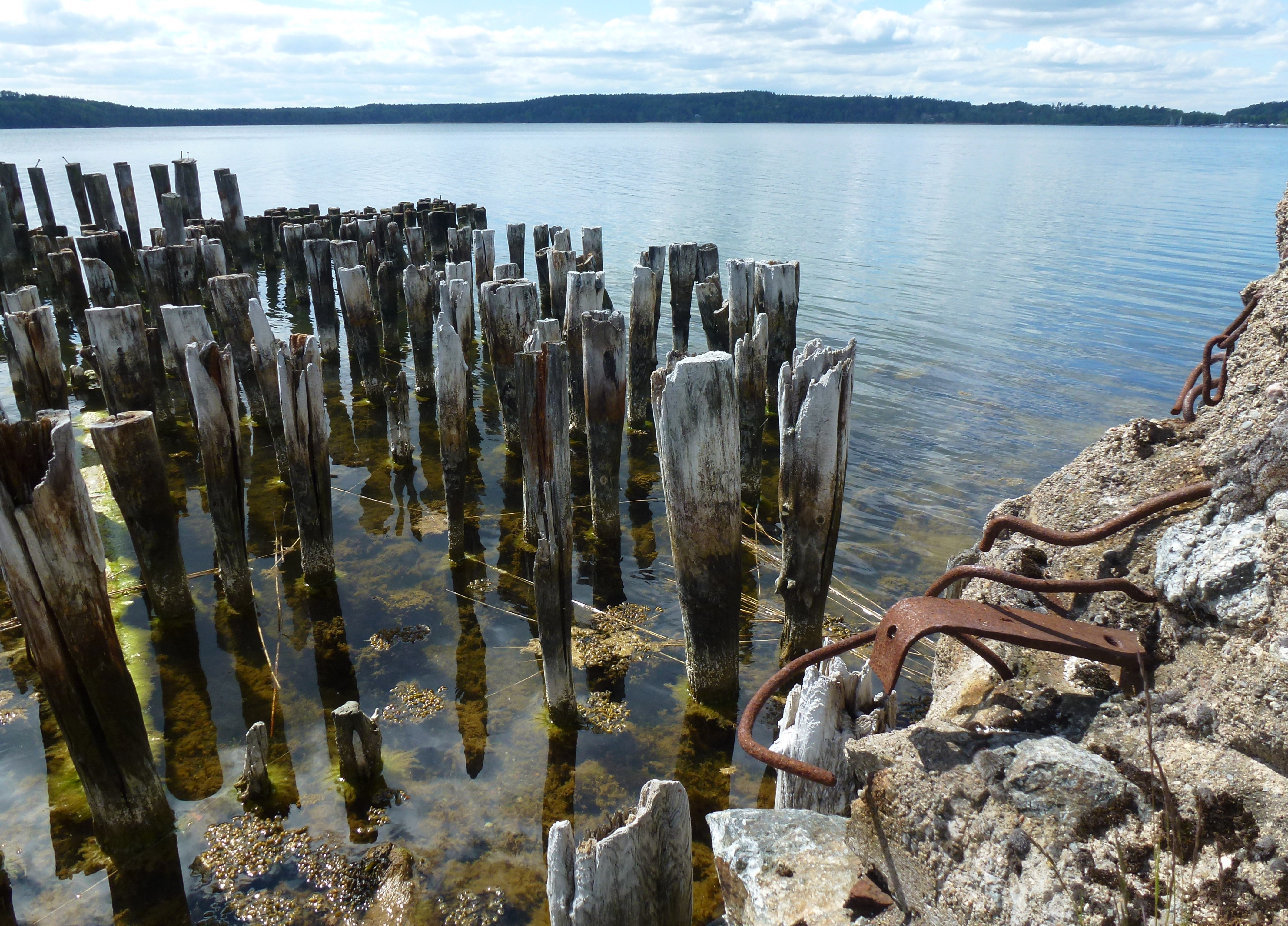
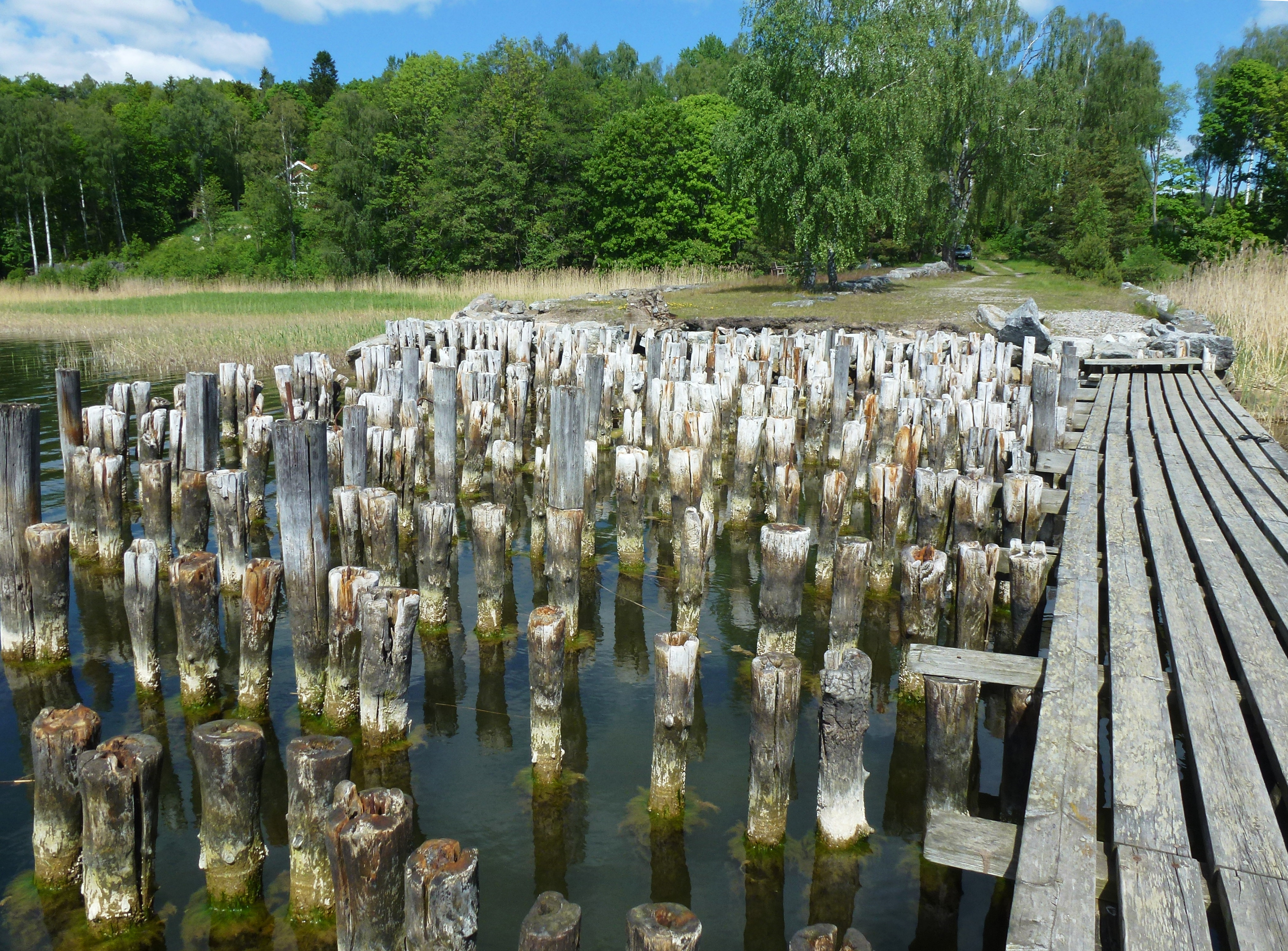
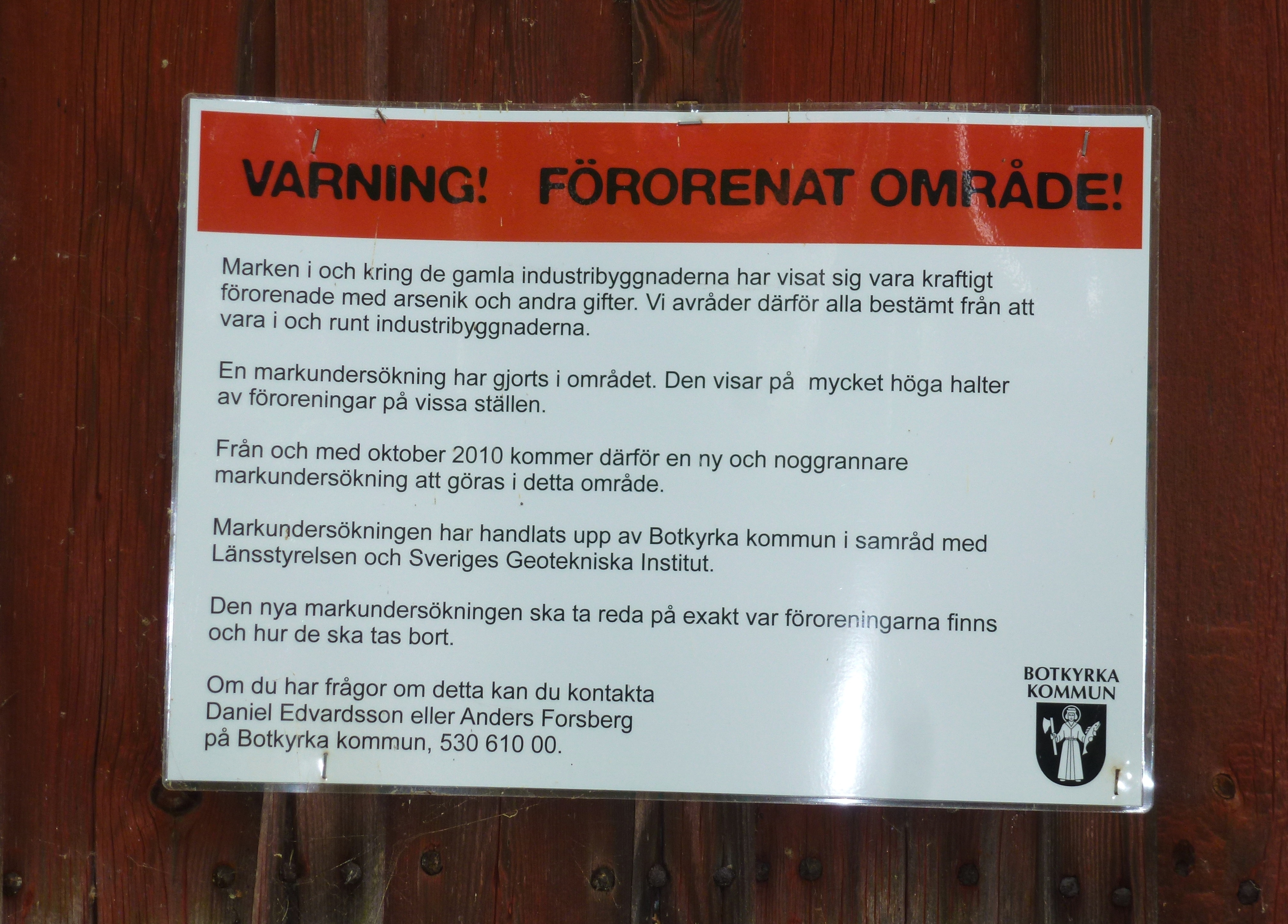